# Selección de críquet sub-20 de Escocia
La selección de críquet sub-20 de Escocia representa a Escocia en el cricket Sub-20 a nivel internacional.
Escocia se ha clasificado para la Copa Mundial de Críquet Sub-20 en ocho ocasiones, el tercer país europeo detrás de Inglaterra e Irlanda. Escocia nunca ha pasado de la primera ronda, y su mejor actuación se produjo en 2012, cuando ganó el play-off por el undécimo puesto contra Irlanda.

## Participaciones
| Año   | Resultado                            | Pos.                                 | J                                    | G                                    | P                                    | T                                    | SR                                   |
| ----- | ------------------------------------ | ------------------------------------ | ------------------------------------ | ------------------------------------ | ------------------------------------ | ------------------------------------ | ------------------------------------ |
| 1988  | No elegible: no es miembro de la ICC | No elegible: no es miembro de la ICC | No elegible: no es miembro de la ICC | No elegible: no es miembro de la ICC | No elegible: no es miembro de la ICC | No elegible: no es miembro de la ICC | No elegible: no es miembro de la ICC |
| 1998  | Primera ronda                        | 12º                                  | 6                                    | 2                                    | 4                                    | 0                                    | 0                                    |
| 2000  | No clasificó                         | No clasificó                         | No clasificó                         | No clasificó                         | No clasificó                         | No clasificó                         | No clasificó                         |
| 2002  | Primera ronda                        | 13                                   | 6                                    | 2                                    | 4                                    | 0                                    | 0                                    |
| 2004  | Primera ronda                        | 12º                                  | 7                                    | 2                                    | 5                                    | 0                                    | 0                                    |
| 2006  | Primera ronda                        | 16º                                  | 5                                    | 0                                    | 5                                    | 0                                    | 0                                    |
| 2008  | No clasificó                         | No clasificó                         | No clasificó                         | No clasificó                         | No clasificó                         | No clasificó                         | No clasificó                         |
| 2010  | No clasificó                         | No clasificó                         | No clasificó                         | No clasificó                         | No clasificó                         | No clasificó                         | No clasificó                         |
| 2012  | Primera ronda                        | 11º                                  | 6                                    | 2                                    | 4                                    | 0                                    | 0                                    |
| 2014  | Primera ronda                        | 13                                   | 6                                    | 3                                    | 3                                    | 0                                    | 0                                    |
| 2016  | Primera ronda                        | 14                                   | 6                                    | 1                                    | 5                                    | 0                                    | 0                                    |
| 2018  | No clasificó                         | No clasificó                         | No clasificó                         | No clasificó                         | No clasificó                         | No clasificó                         | No clasificó                         |
| 2020  | Primera ronda                        | 12º                                  | 6                                    | 1                                    | 5                                    | 0                                    | 0                                    |
| 2022  | Por determinar                       | Por determinar                       | Por determinar                       | Por determinar                       | Por determinar                       | Por determinar                       | Por determinar                       |
| Total | 0 títulos                            | 8/13                                 | 48                                   | 13                                   | 35                                   | 0                                    | 0                                    |

## Jugadores

### Equipo actual
El equipo sub-20 de Escocia para la Copa Mundial de Críquet Sub-20 de 2016. El equipo de Escocia se anunció el 22 de diciembre de 2015. Scott Cameron fue originalmente nombrado en el equipo, pero fue reemplazado por Cameron Sloman después de lesionarse la espalda antes del torneo.
| Jugador          | Fecha de nacimiento                | Mano de bateo | Estilo de bowling            |
| ---------------- | ---------------------------------- | ------------- | ---------------------------- |
| Neil Flack ()    | 8 de octubre de 1997 (18 años)     | Zurdo         | -                            |
| Haris Aslam      | 12 de septiembre de 1996 (19 años) | Diestro       | -                            |
| Ryan Brown       | 2 de enero de 1997 (19 años)       | Diestro       | Giro con el brazo derecho    |
| Harris Carnegie  | 4 de febrero de 1998 (17 años)     | Diestro       | -                            |
| Azeem Dar        | 11 de diciembre de 1996 (19 años)  | Diestro       | -                            |
| Mohammad Ghaffar | 27 de septiembre de 1997 (18 años) | Diestro       | -                            |
| Rory Johnston    | 6 de julio de 1999 (16 años)       | Diestro       | -                            |
| George Hairs     | 16 de febrero de 1997 (17 años)    | Diestro       | -                            |
| Ihtisham Malik   | 1 de marzo de 1999 (16 años)       | Diestro       | -                            |
| Finlay McCreath  | 16 de octubre de 1998 (17 años)    | Diestro       | -                            |
| Mitchell Rao     | 3 de abril de 1997 (18 años)       | Zurdo         | -                            |
| Owais Shah       | 1 de octubre de 1998 (17 años)     | Zurdo         | -                            |
| Cameron Sloman   | 20 de diciembre de 1996 (19 años)  | Diestro       | Brazo izquierdo medio-rápido |
| Jack Waller      | 13 de febrero de 1997 (18 años)    | Diestro       | -                            |
| Simon Whait      | 19 de septiembre de 1996 (19 años) | Diestro       | -                            |
| Ben Wilkinson    | 13 de septiembre de 1996 (19 años) | Diestro       | Medio brazo derech           |

### Cuerpo técnico
- Entrenador en jefe:  Gordon Drummond
- Entrenador asistente:  Cedric English
- Entrenador: Ron Fleming
- Entrenador de S&C: Neil Elbourne
- Entrenador de habilidades mentales: Ali Storie